# Maurizio Federici
Maurizio Federici (Seriate, 2 dicembre 1969) è un ex velocista italiano.

## Palmarès
| Anno | Manifestazione          | Sede                   | Evento  | Risultato  | Prestazione | Note                          |
| ---- | ----------------------- | ---------------------- | ------- | ---------- | ----------- | ----------------------------- |
| 1988 | Mondiali U20            | Sudbury                | 200 m   | Semifinale | 21"60       |                               |
| 1988 | Mondiali U20            | Sudbury                | 4×100 m | 7º         | 40"97       |                               |
| 1990 | Giochi del Mediterraneo | Linguadoca-Rossiglione | 4×400 m | Bronzo     | 3'05"11     | Miglior prestazione personale |

## Campionati nazionali
1986
- Argento ai campionati italiani allievi, 200 m piani - 22"13
- 8º ai campionati italiani allievi indoor, pentathlon - 3207 p.

1987
- Oro ai campionati italiani juniores indoor, 60 m piani - 6"91

1988
- 7º ai campionati italiani assoluti, 200 m piani - 21"87
- Bronzo ai campionati italiani assoluti indoor), 200 m piani - 22"54
- Oro ai campionati italiani juniores, 200 m piani - 21"63
- Argento ai campionati italiani juniores indoor, 60 m piani - 6"87
- Oro ai campionati italiani juniores indoor, staffetta 4x1 giro - 1'31"66 (in squadra con Giuseppe Vecchierelli, Claudio Fabris ed Andrea Mecca)

1990
- Argento ai campionati italiani promesse, 200 m piani - 22"28
- Oro ai campionati italiani promesse indoor, 200 m piani - 22"28

1993
- Oro ai campionati italiani assoluti, staffetta svedese - 1'56"38

1995
- Oro ai campionati italiani assoluti, staffetta svedese - 1'50"45 (in squadra con Raffaele Altissimo, Andrea Amici e Stefano Bellotto)

1996
- 5º ai campionati italiani assoluti, 400 m piani - 46"95

2000
- Eliminato in batteria ai campionati italiani indoor, 400 m piani - 48"52